# Inmigración asiática en Filipinas
La Inmigración asiática en Filipinas se remonta desde el transcurso de los siglos, hasta amediados del siglo XX. Debido a la cercanía con países casi vecinos a continuación esta es la lista de mencionamos.

## Lista
- Inmigración árabe en Filipinas
- Austronesio
- Inmigración china en Filipinas
- Inmigración coreana en Filipinas
- Inmigración indonesia en Filipinas
- Inmigración india en Filipinas
- Inmigración japonesa en Filipinas
- Historia de los judíos en Filipinas
- Negrito

- Datos: Q5575448